# Дебра Ентні
Дебра Ентні — американська музична менеджерка, продюсерка та підприємиця, президент атлантської компанії Mizay Entertainment, яку заснувала у 2007. Як музична менеджерка відома роботою з хіп-хоп виконавцями Gucci Mane, OJ da Juiceman, French Montana, Waka Flocka Flame, Нікі Мінаж та продюсером Лексом Люґером.

## Життєпис
Виросла в Ямайці, кварталі Квінзу у Нью-Йорці. Пізніше переїхала на Південь США, де влаштувалася соціальною працівницею. Народила сина Хоакіна Джеймса Мелфарса (американський репер Waka Flocka Flame).

### Позов
У 2010 репер Gucci Mane звільнив Ентні й промоутера Джонні Кеббелла, а в 2013 під час триденного потоку твітів зі свого акаунту заявив, що Ентні обкрадала клієнтів. French Montana підтвердив інформацію (була названа сума $60 тис.). 19 листопада 2013 року стало відомо, що Gucci Mane подав позов проти Waka Flame Flocka, Дебри Ентні, реперів OJ da Juiceman і Khia Stone, а також продюсера Zaytoven, звинувативши їх у шахрайстві, порушенні договору, невиплаті гонорару та збільшенні витрат. Він заявив, що Ентні привласнила його активи, вкрала каблучку й намисто.
Дебра Ентні на це заявила: «Мені заціпило вуста. Це якесь божевілля. Waka навіть не читав реп у 2006. Наркотики, жадібність і жінки зруйнували його [Gucci Mane]. Ось і все. Не звинувачуйте мене у цьому лайні».